# NEF Animation
Nouvelles Écritures pour le Film d'Animation (NEF Animation) est une association française professionnelle créée en 2015, avec le soutien du CNC, du Ministère de la Culture et de la Région des Pays de la Loire. 
Basée à l'abbaye de Fontevraud (Maine-et-Loire), elle mène un programme d'aide à la création et à la recherche dans le domaine du film d'animation, unique à l'échelle internationale qui promeut une vision exigeante de l'art de l'animation. 

## Histoire
En 2006 est créé à l'abbaye de Fontevraud une résidence d'écriture consacrée au film d'animation. Cette initiative pionnière s'inscrit dans le cadre du programme Odyssée du Ministère de la Culture. Il s'agit en effet de la première résidence de ce type en France et dans le monde. Rapidement, l'initiative rencontre un succès international. La résidence de Fontevraud s'ouvre à des partenariats avec le Festival d' Annecy, le Festival Premiers Plans à Angers, le studio Folimage. En parallèle, l'abbaye de Fontevraud organise des expositions consacrées au cinéma d'animation comme Mondes et Merveilles du dessin animé - Paul Grimault, Isao Takahata, Hayao Miyazaki  en 2008. Il s'agit, après Miyazaki-Moebius à l'Hôtel de la monnaie à Paris, de la deuxième exposition organisée en France en partenariat avec le studio Ghibli. Des rencontres professionnelles  et des masterclass sont organisées chaque année avec des grands noms de l'animation : Michel Ocelot, Isao Takahata, Caroline Leaf, Georges Schwizgebel, Garri Bardine,  Florence Miailhe, Gianluigi Toccafondo, Grégoire Solotareff sont notamment reçus à Fontevraud. 
Depuis 2015, la NEF Animation organise ses résidences à l'abbaye de Fontevraud ainsi qu'au Maroc en collaboration avec l'Institut Français de Meknès. Plus de 200 réalisateurs venus de plus de 30 pays différents ont bénéficié de ce programme.
Elle propose des rencontres et ateliers professionnels dans différentes villes de France comme les Rencontres  du documentaire animé à Marmande  ou le Grand atelier d'animation japonaise au Centre européen d'etudes japonaises d'Alsace qui a accueilli notamment Isao Takahata, Koji Yamamura et Yoichi Kotabe.
Des colloques sur l'animation sont régulièrement organisées dans différentes universités françaises. 
Depuis janvier 2020, la NEF Animation édite avec la Cinémathèque Québécoise et les éditions Warm la revue Blink Blank. 

## En sortant de l'école
Initiée par la scénariste Delphine Maury et produit par Tant Mieux prod, En sortant de l'école est une collection de courts-métrages consacrés à des poètes français et produit par France Télévisions qui permet chaque année  à treize jeunes auteurs sortis des écoles d'animation françaises de réaliser leur premier film professionnel. Une résidence a lieu tous les étés à l'abbaye de Fontevraud. 

## Conseil d'administration
La NEF Animation est présidée par Marie-Anne Fontenier, fondatrice du groupe Supinfocom. 

## Films écrits en résidence (sélection)
- Vaysha, l'aveugle, Theodore Ushev
- Man on the Chair, Dahee Jeong
- Movements, Dahee Jeong
- Les Contes de la nuit, Michel Ocelot
- Goodbye Mister Christie, Phil Mulloy
- Chulyen, histoire de corbeau, Cerise Lopez et Agnès Patron
- Luminaris, Juan Pablo Zaramella
- L'Odysée de Choum, Julien Bisaro
- Beach flags, Sarah Saidan
- Impossible Figures and Other Stories II, Marta Pajek
- Ville Neuve, Felix Dufour-Laperrière
- La Traversée, Florence Miailhe
- La casa lobo, Cristobal Leon et Joaquin Coccina